# Anii 1650
Anii 1650 au fost un deceniu care a început la 1 ianuarie 1650 și s-a încheiat la 31 decembrie 1659.